# William Withering
William Withering (n. 17 martie 1741, Wellington (Shropshire)  – d. 6 octombrie 1799, Birmingham) a fost un medic, dar de asemenea botanist, geolog, chimist, micolog și mineralog englez. El a descoperit efectul medical al Digitalis. Abrevierea numelui său în cărți științifice este With..

## Familie
William a fost descendentul unei familii de farmaciști și medici englezi. Străbunicul sau James Withering, scris și Widdrington sau Witherington din Cheswardine în nord-vestul comitatului Shropshire a avut fiu, pe William, căsătorit cu o anumită Eleanor. Soții au avut mai mulți copii, între ei pe Edmund (n. 30 decembrie 1712 – d. 15 noiembrie 1769), tatăl viitorului savant. Împreună cu soția lui, Sarah Hector (n. 18 noiembrie 1708 – d. 3 iulie 1789), a mai avut în afară de William două fiice: Mary (n. 1 septembrie 1739, tânăr decedată) și Sarah (n. 12 februarie 1950).
William s-a căsătorit pe 12 septembrie 1772 cu  Helena, fiica lui James Cookes și Ruth Ammery (ambii din familii vechi din Staffordshire). Șotii au avut două fiice și un fiu, tot cu prenumele William.

## Biografie
William , fiul lui Edmund Withering, unui farmacist și chirurg, a fost educat acasă de profesori privați și mai târziu a practicat la un medicul local. În 1762, la vârsta de 21 de ani, încurajat de tată și de unchiul său, Brooke Hector, care a lucrat ca medic în Lichfield, sa înscris la Universitatea din Edinburgh pentru a studia anatomia și chimia (până în 1766), unde a luat doctoratul cu dizertația De Angina Gangraenosa or Malignant Putrid Sore Throat. Ca mulți dintre contemporanii săi, sa alăturat atât francmasonilor, cât și "Societății Medicale Studențești" (The Student Medical Society). Apoi a lucrat ca doctoraș de țară în Stafford și împrejurime, supraveghind și infirmeria orașului. În acest timp s-a îndrăgostit într-o pacientă, Helena Cookes, cu care s-a căsătorit. În 1775 s-a mutat la Birmingham, unde și-a făcut repede un renume ca medic și savant. Împreună cu medicul John Ash (1723-1798), Withering a fost fondatorul Spitalului General din Birmingham, care a fost deschis în 1779. Acolo a tratat mai multe mii de pacienți în fiecare an, dintre care mulți au fost săraci și au primit îngrijirea gratis. 

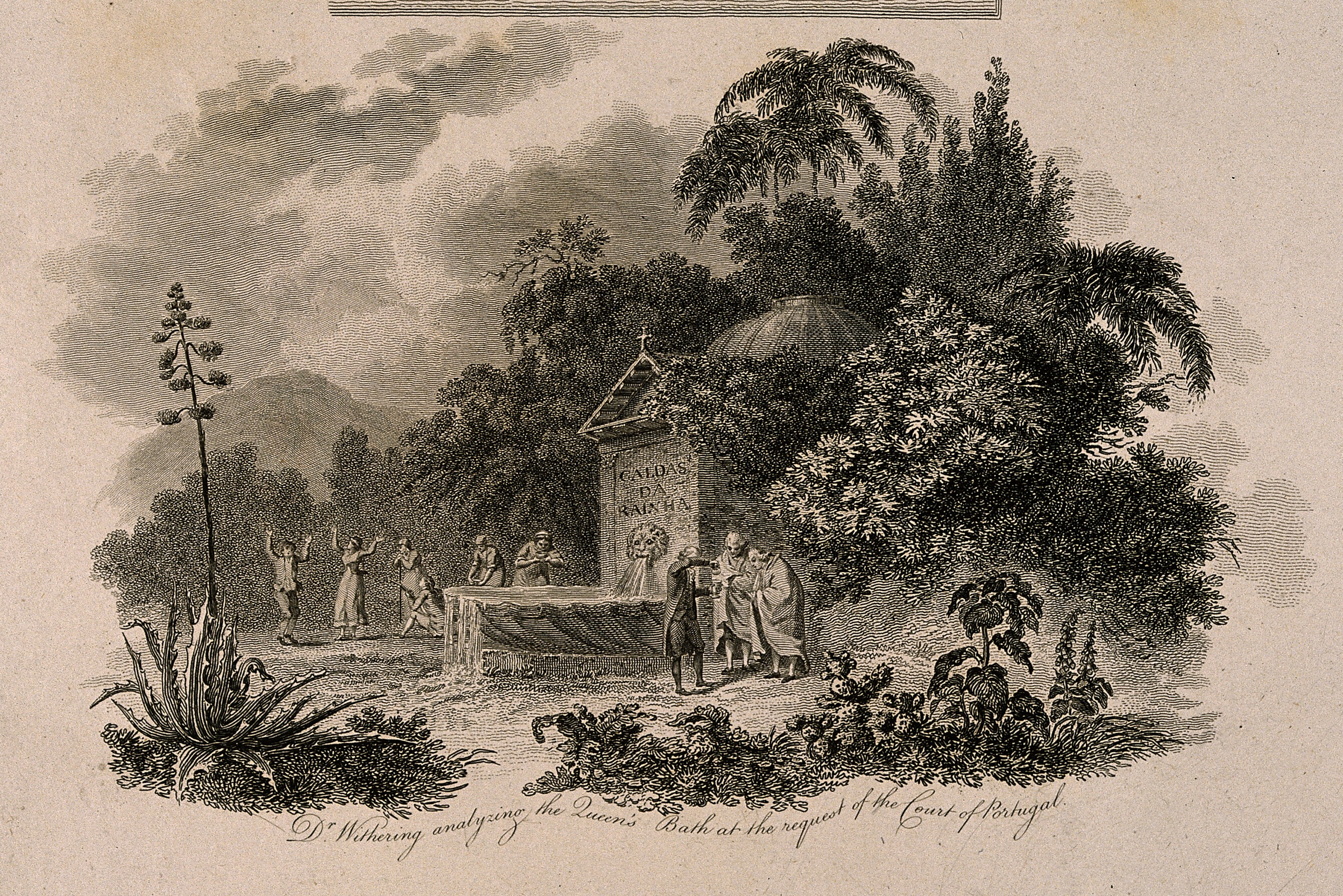
W. Withering la Caldas

În 1775, Withering a descoperit efectul medical al degețelului împotriva hidropiziei. Cu privire la efectul terapeutic a devenit conștient, de mărturia proprie, când i s-a cerut opinia sa despre un preparat natural care a fost folosit cu succes de o femeie bătrână și mare cunoscătoare a ierburilor. Savantul a constatat că singurul ingredient activ eligibil în această receptură folosită ca perfuzie, au fost frunzelor roșii ale Digitalis purpurea (degețelului roșu). Din 1775 (până în 1784), Withering a studiat în mod sistematic eficacitatea diuretică (creșterea fluxului de urină) a componentelor diferitelor părți ale plantei la peste 160 de pacienți cu diferite forme de edeme. Aceste studii exemplare, meticuloase și minuțioase, obiective și sistematice, fac din Withering fondatorul farmacologiei clinice moderne precum a medicinei bazate pe dovezi. El a fost primul care a făcut o distincție clară între dozele de Digitalis terapeutice (diureză) și toxice (vărsături, diaree, tulburări de vedere). Cu toate acestea, Withering nu a recunoscut încă legătura dintre efectul diuretic al Digitalis și efectul său asupra funcției cardiace. El a identificat efectul principal în rinichi, chiar dacă a fost conștient de efectele plantei asupra frecvenței cardiace. Cercetări ulterioare, au confirmat multe dintre concluziile lui Withering.

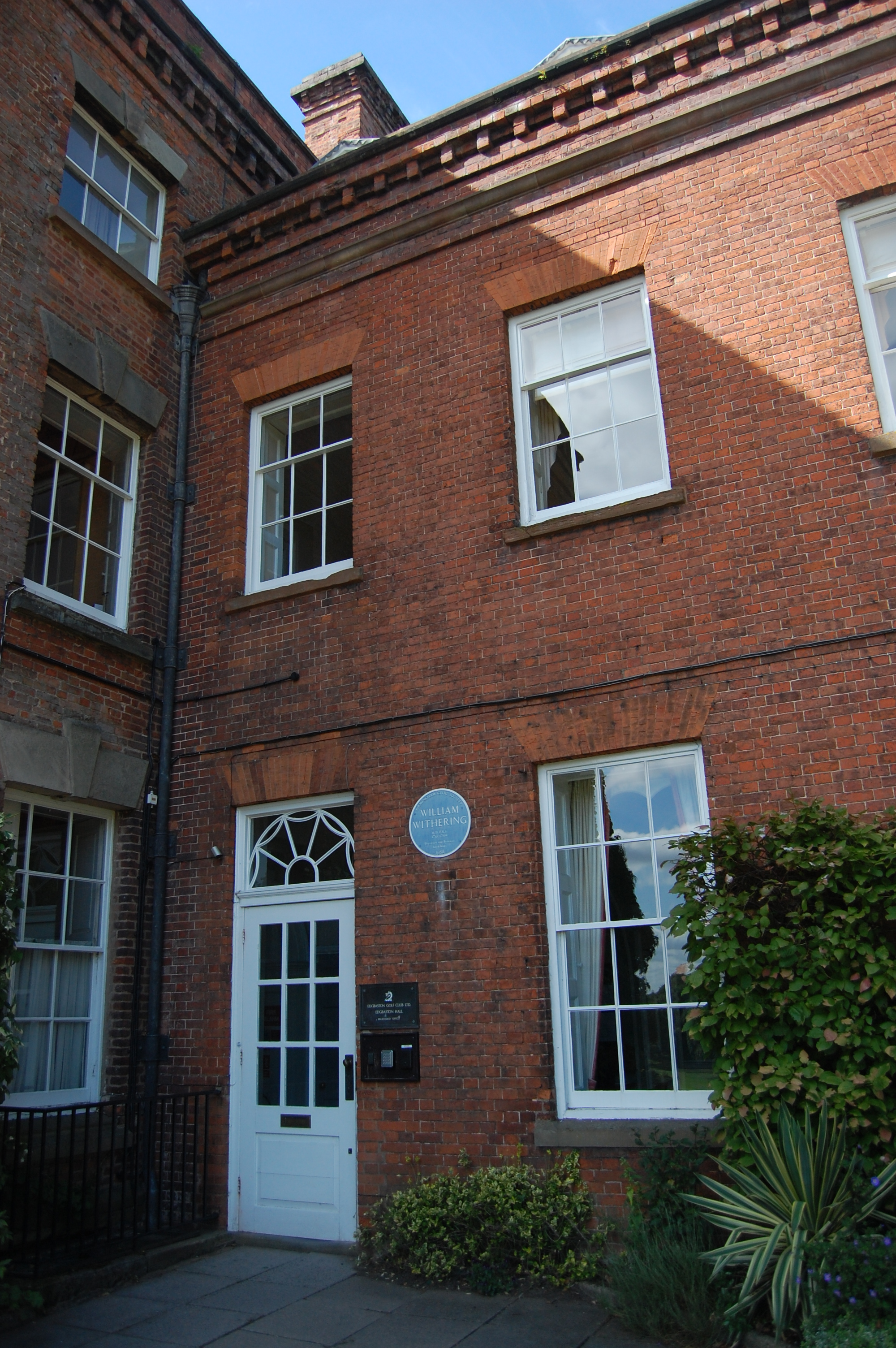
Edgbaston Hall

În plus, față de activitatea sa medicală, Withering s-a ocupat și cu botanica. Astfel, în 1776, a publicat importanta sa lucrare în 2 volume A botanical arrangement of all the vegetables naturally growing in Great Britain („O orânduire botanică a tutor plantelor care cresc în mod natural în Marea Britanie”), o floră britanică timpurie și influentă. A fost prima în limba engleză bazată pe noua taxonomie a faimosului om de știință acestui timp, Carl von Linné. Opera lui Withering a fost reeditată în mai multe ediții în timpul vieții (1787 și 1792, în cooperare cu medicul și botanistul Jonathan Stokes, 1755-1831) și postum. Astfel fiul său William a publicat încă patru, iar până în 1877, a continuat să fie editată sub diverși autori. De acea a căpătat porecla "Linnaeus Englez" în Europa continentală. În 1784, Withering a descoperit un mineral până atunci necunoscut, pe care l-a descris sub numele „Terra Ponderosa“. Șase ani mai târziu, mineralul a fost redenumit în onoarea lui de către mineralogul german Abraham Gottlob Werner în witerită. A realizat, de asemenea, o muncă de pionierat în domeniul determinării ciupercilor precum descrierea unei noi metode pentru conservarea ciupercilor, constatată prin experimente chimice (1794). Soția sa Helen, o ilustratoare talentată, a schițat și desenat plantele pe care le-a strâns. 
Datorită meritelor mari pentru botanica, savantul a fost ales membru al Royal Society din Londra, pe 24 noiembrie 1785. Doi an mai târziu a devenit din aceiași cauză membru al Linnean Society of London. A fost, de asemenea, membru al The Lunar Society, o societate științifică din Birmingham.
Dar din păcate, Withering nu a fost om sănătos: El sa îmbolnăvit mai întâi în 1776 când, la vârsta de 35 de ani, a dezvoltat o febră neregulată. Din acest moment, fiecare iarnă a fost o încercare dureroasă și următorii 20 de ani au fost acompaniate de atacuri de tuse, probleme respirative și febră. În 1783 a diagnosticat, că ar avea tuberculoză. Alți corniști vorbesc de o formă grea de bronșită. În 1790 a suferit de o pneumonie cu pleurezie. După o a două pneumonie cu febră mare și delir a murit în casa lui numită Edgbaston Hall, la vârsta de abia 58 de ani.

## Specii descrise nou de Withering
Savantul a descris peste 100 de plante și ciuperci nou. O listă a soiurilor se poate vedea aici, în The International Plant Names Index.

## Onoruri
- Witheringia solanacea, o plantă din familia Solanaceae a fost denumită după el.[15]
- Witerita, un mineral, denumit în onoarea lui.[16]
- Membru (Fellow) al Royal Society (1785)
- Membru al Linnean Society of London(1787)

- Catedra în medicină William Withering la Universitatea Birmingham Medical School este denumită după el.

## Publicatii (selectie)

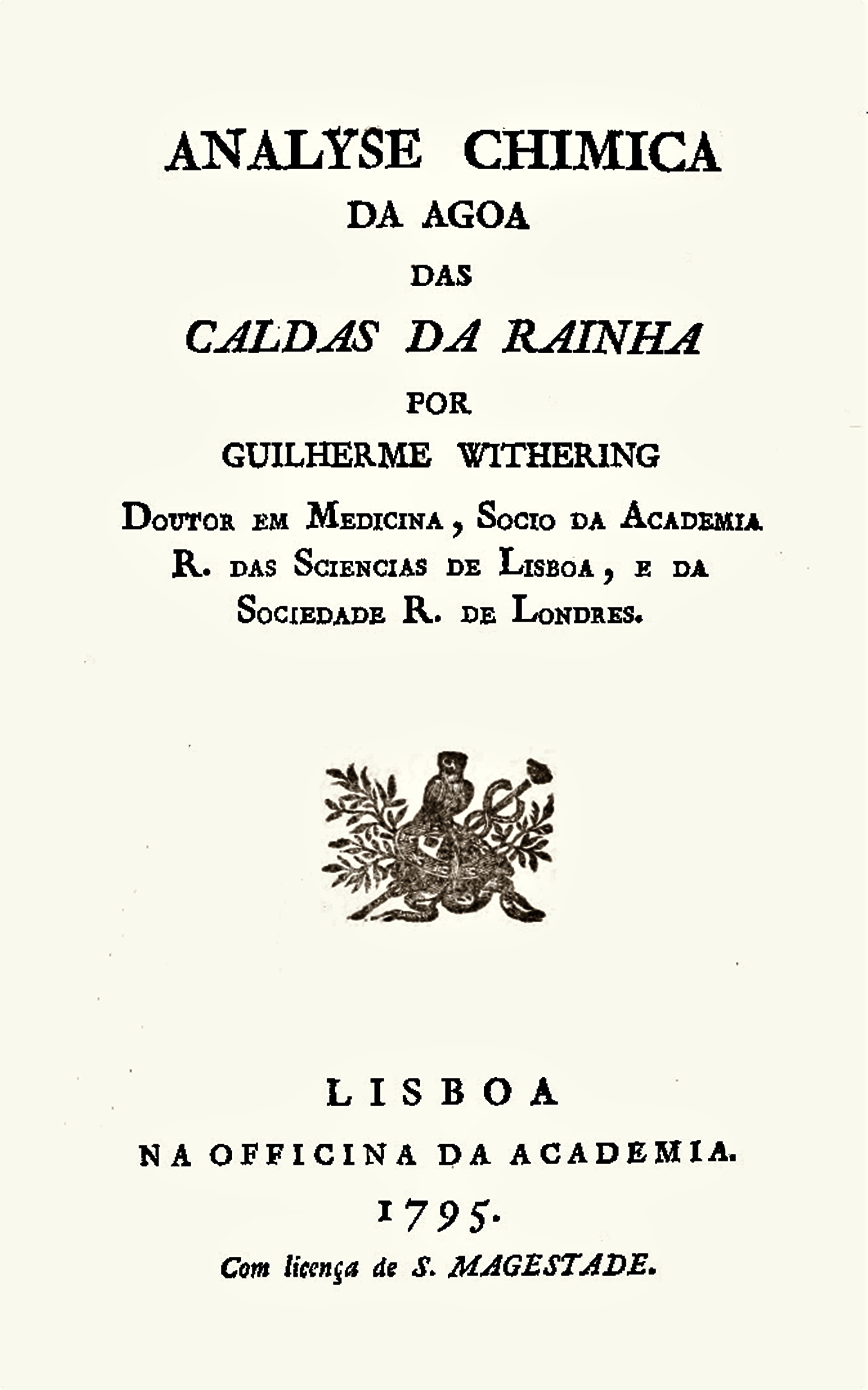
Withering - Analyse chimica da agoa das Caldas da Rainha

- De Angina Gangraenosa or Malignant Putrid Sore Throat, Editura Auld and Smellie, Edinburgh 1766
- A botanical arrangement of all the vegetables naturally growing in Great Britain (1776)
- An Account of the Foxglove and Some of its Medical Uses with Practical Remarks on Dropsy and other Diseases (1785)
- Experiments on different kinds of Marle found in Staffordshire", în: Philosophical Transactions, nr. 63, p. 161-166 (1773)
- A Botanical Arrangement of All the Vegetables Naturally Growing in Great Britain: With Descriptions of the Genera and Species, According to the System of the Celebrated Linnaeus. Being an Attempt to Render Them Familiar to Those who are Unacquainted with the Learned Languages, 2 volume, Editura M. Swinney, Birmingham 1776
- An account of the scarlet fever and sore throat, or scarlatina; particularly as it appeared at Birmingham in the year 1778, Editra T. Cadell,  Londra 1779
- An analysis of two mineral substance, vz. the Rowley rag-stone and the toad stone, în  Philosophical Transactions, nr. 72, p. 327-336 (1782)
- Outlines of mineralogy"; Editura T. Cadell, Londra, traducerea operei lui Torbern Bergmann din limba latină (1783)
- Experiments and observations on the terra ponderosa, în: Philosophical Transactions, nr. 74, p. 293-311 (1784)
- An account of the foxglove and some of its medical uses; with practical remarks on the dropsy, and some other diseases, Editura M. Swinney, Birmingham 1785
- A Botanical Arrangement of British Plants, 4 volume, Editura M. Swinney, Londra 1787-1796 vol. 4
- Letter to Joseph Priestley on the principle of acidity, the decomposition of water, în: Philosophical Transactions, nr. 78, p. 319-330 (1788)
- An account of some extraordinary effects of lightning, în: Philosophical Transactions, nr. 80, p. 293-295 (1790)
- * A chemical analysis of waters at Caldas extract din Actas da Academica real das Sciencias Editura  Academiei al Royal Society, Lisabona 1793
- A new method for preserving fungi, ascertained by chymical experiments, în: Journal of the Linnean Society, nr. 2, p. 263-266 (1794)
- Analyse chimica da aqua das Caldas da Rainha", Editura Editura Officina daAcademia, Lisabona  1795
- Observations on the pneumatic medicine, în:  Annals of Medicine, nr. 1, p. 392-293 (1796)
- An account of a convenient method of inhaling the vapour of volatile substances, în:  Annals of Medicine, nr. 3, p. 47-51 (1799)